# خوسيه غوزمان
خوسيه غوزمان (بالإسبانية: José Guzmán) (مواليد 5 مارس 1963) هو ملاكم فنزويلي، مثّل بلاده في الألعاب الأولمبية الصيفية 1992.

## روابط خارجية
خوسيه غوزمان على موقع أوليمبيديا (الإنجليزية)